# جيمس هيرن
جيمس هيرن (بالإنجليزية: James Hearn)‏ هو مغن مؤلف بريطاني، ولد في 19 يونيو 1976 في دنهام في المملكة المتحدة.